# Neocerapachys

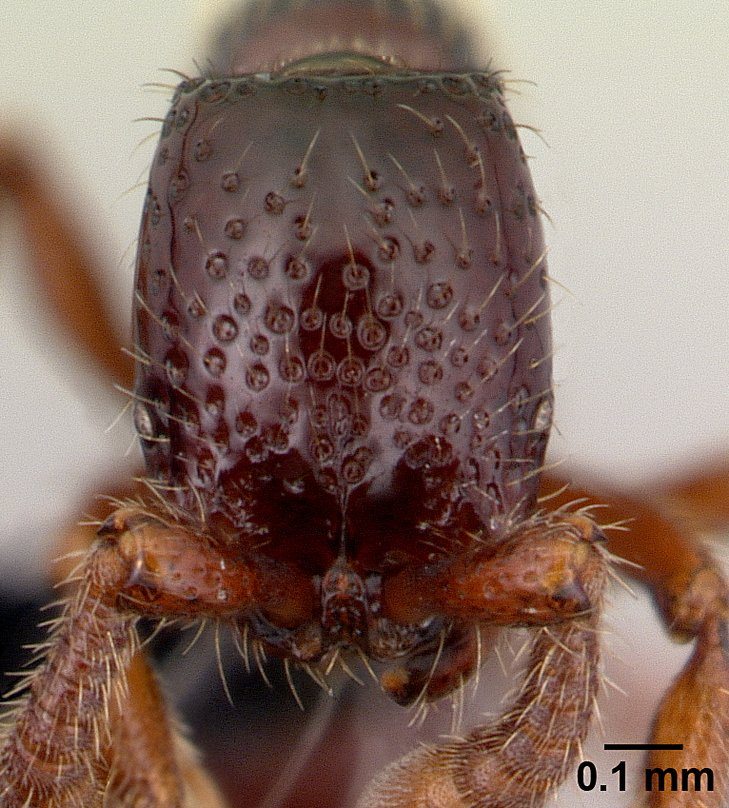
Голова муравья

Neocerapachys (лат.) — род муравьёв из подсемейства Dorylinae. 2 вида, ранее включавшиеся в род Cerapachys.

## Распространение
Неотропика.

## Описание
Мелкие муравьи (около 3 мм) коричневого цвета, мономорфные, блестящие.
Стебелёк рабочих одночлениковый, но так как между следующим абдоминальным сегментом (АIII) и первым сегментом брюшка (АIV) развита явная перетяжка, он выглядит почти как постпетиоль (у самцов стебелёк явно 2-члениковый); между следующими брюшными сегментами перетяжек нет. Проното-мезоплевральный шов развит.
В усиках рабочих и самок 12 члеников, апикальный членик сильно увеличен (у самцов 13). Оцеллии отсутствуют, сложные глаза редуцированные (1—5 фасеток) или отсутствуют. Нижнечелюстные щупики рабочих 3-члениковые (у самцов 4), нижнегубные щупики состоят из 3 сегментов (у самцов 3). Средние и задние голени с одной гребенчатой шпорой. Личинки и куколки не описаны. Гнездятся в почве.

## Систематика
2 вида. Род Neocerapachys Borowiec, 2016 был впервые выделен в 2016 году в ходе ревизии всех кочевых муравьёв, проведённой американским мирмекологом Мареком Боровицем (Marek L. Borowiec, Department of Entomology and Nematology, Калифорнийский университет в Дейвисе, Дейвис, штат Калифорния, США) для двух видов, ранее включаемых в состав рода Cerapachys.
Филогенетические связи рода Neocerapachys остаются неясными, но он часть крупной клады, включающей роды Acanthostichus, Cylindromyrmex, Leptanilloides, Sphinctomyrmex. Первоначально виды рода входили в состав подсемейства Cerapachyinae. В 2014 году было предложено (Brady et al.) включить его и все дориломорфные роды и подсемейства в состав расширенного подсемейства Dorylinae.
- Neocerapachys neotropicus (Weber, 1939) — Тринидад и Тобаго
  - =Cerapachys neotropicus
- Neocerapachys splendens (Borgmeier, 1957) — Бразилия
  - =Cerapachys splendens